# Palacio de los Marqueses de Caicedo
El Palacio de los Marqueses de Caicedo es un edificio de la ciudad andaluza de Granada emplazado en el número 46 de la céntrica calle San Jerónimo que desde comienzos de la década de los sesenta alberga el Real Conservatorio Superior de Música de Granada.

## Historia
Es una casa señorial de estética manierista, construida a mediados del siglo XVI. Ya en el siglo XX, y con anterioridad a su utilización por parte del Conservatorio, el edificio albergó el Instituto de Enseñanza Media de Granada y la Facultad de Farmacia de la Universidad de Granada.

## Descripción
El inmueble consta de dos plantas con galerías en sus cuatro lados, las cuales están constituidas por arcos deprimidos rectilíneos sobre columnas de orden toscano. Está organizado en torno a un patio central, que consta de un pilar de dos caños en uno de sus costados; además, el edificio posee un segundo patio auxiliar. La fachada, un importante ejemplo del manierismo granadino, presenta una estructura de tres plantas, con dos torres en los extremos. La portada es de gran sobriedad y está elaborada con mármol procedente de Sierra Elvira.